# Robert Latham Owen

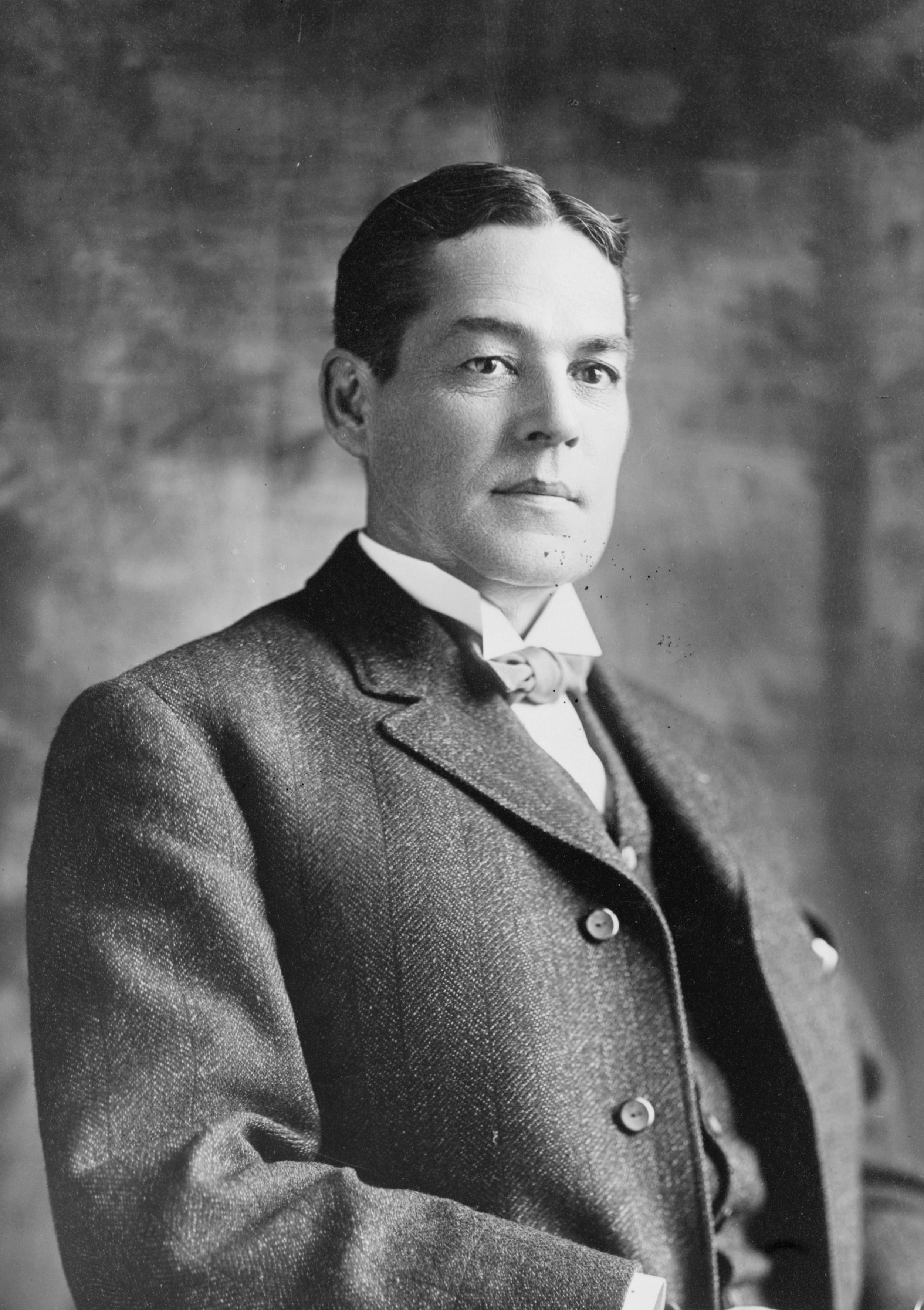
Robert L. Owen

Robert Latham Owen (* 2. Februar 1856 in Lynchburg, Virginia; † 19. Juli 1947 in Washington, D.C.) war ein US-amerikanischer Politiker der Demokratischen Partei. Er war einer der beiden ersten US-Senatoren aus Oklahoma nach der Gründung des Bundesstaates.
Robert Owen besuchte Privatschulen in seiner Heimatstadt Lynchburg und in Baltimore (Maryland). 1877 machte er seinen Abschluss an der Washington and Lee University in Lexington. Owen, dessen Mutter zum Volk der Cherokee gehörte, zog im Anschluss nach Salina im Oklahoma-Territorium und arbeitete dort als Lehrer an einer Schule der Cherokee. Er studierte die Rechtswissenschaften und wurde 1880 in die Anwaltskammer aufgenommen. Von 1885 bis 1889 vertrat er als Indian Agent die Interessen der Bundesregierung bei den „Fünf Zivilisierten Stämmen“. 1890 war er Mitbegründer der First National Bank von Muskogee, als deren Präsident er zehn Jahre lang fungierte.
Von 1892 bis 1896 war Owen Mitglied des Democratic National Committee. Nachdem Oklahoma als Staat in die Union aufgenommen war, wurden er und Thomas Gore zu dessen ersten Vertretern im US-Senat in Washington gewählt; zuvor wohnte er in Oklahoma City noch der Vereidigung des ersten Gouverneurs Charles N. Haskell bei. Seine Amtszeit begann am 11. Dezember 1907 und endete nach zweimaliger Wiederwahl am 3. März 1925.

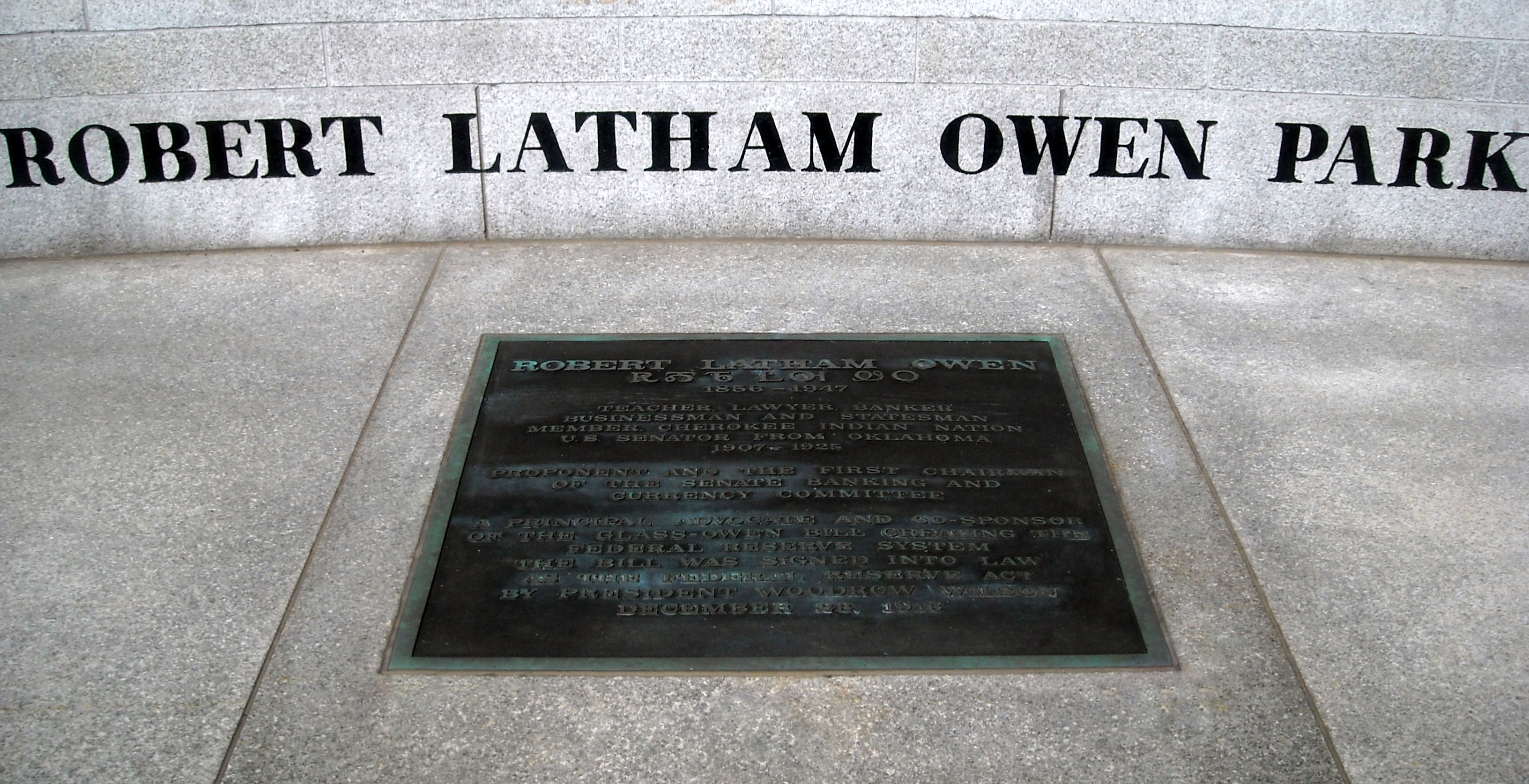
Eine Erinnerungsplakette im Robert Latham Owen Park in Washington

Während seiner Zeit als Senator stand er unter anderem dem Committee on Banking and Currency vor und gehörte in dieser Funktion zu den maßgeblichen Initiatoren des Federal Reserve Act von 1913, mit dem das Zentralbank-System der USA geschaffen wurde. Das Gesetz war auch als Glass-Owen-Bill bekannt, benannt nach Robert Owen und Carter Glass, einem Kongressabgeordneten aus Virginia, der im Jahr 1918 dann US-Finanzminister unter Präsident Woodrow Wilson wurde. Später distanzierte sich Owen von dem dadurch geschaffenen System, das nicht den von ihm gewünschten Effekt hatte. Nach seiner Ansicht hätte es zur Kontrolle der Zentralbank durch die Regierung führen sollen; stattdessen habe der Einfluss der Großbanken auf das Federal Reserve System mitentscheidend zur Großen Depression geführt. Trotz dieser kritischen Einstellung wird Owen heute als Mitbegründer des Zentralbanksystems gewürdigt; auf dem Gelände des Eccles Building der Federal Reserve Bank in Washington erinnert der Robert Latham Owen Park an den Senator. Im Senat stimmte er als einer von drei Demokraten gegen den von den Republikaner eingebrachten Immigration Act of 1924, der die Einwanderungsbeschränkungen insbesondere für Süd- und Osteuropäer sowie bestimmte asiatische Herkunftsländer weiter verschärfte.
1920 begleitete Owen Oklahomas Gouverneur Haskell, mit dem er befreundet war, zur Democratic National Convention in San Francisco. Dort versuchte ihn Haskell zu einer Kandidatur für die Präsidentschaft zu überreden; letztlich entschieden sich die Delegierten aber für James M. Cox, den Gouverneur von Ohio. Im Jahr 1924 trat Owen dann nicht mehr zur Wiederwahl als Senator an. Er arbeitete in der Folge als Anwalt in Washington, wo er im Juli 1947 verstarb. Die Beisetzung erfolgte in seinem Geburtsort Lynchburg.